# 布斯特罗斯宫
布斯特罗斯宫（法语：Palais de Bustros）是一座历史建筑，位于黎巴嫩首都贝鲁特阿什拉斐叶区（Achrafieh）的瑟索克街（Rue Sursock）。这里目前是黎巴嫩外交和移民部的驻地。它最初是布斯特罗斯家族的住所之一，如今已成为贝鲁特的历史地标之一，是一座受保护的历史建筑。
布斯特罗斯宫在2020年贝鲁特爆炸事故中受到了破坏。此后短暂地被抗议者占领。